# Draycott, Derbyshire
Draycott är en ort i Storbritannien.   Den ligger i grevskapet Derbyshire och riksdelen England, i den södra delen av landet, 170 km nordväst om huvudstaden London. Draycott ligger 40 meter över havet och antalet invånare är 3 500.
Terrängen runt Draycott är platt. Runt Draycott är det tätbefolkat, med 266 invånare per kvadratkilometer. Närmaste större samhälle är Nottingham, 14,3 km öster om Draycott. Trakten runt Draycott består till största delen av jordbruksmark.